# Thomas Ring
Thomas Ring (28 november 1892 - 24 augustus 1983) was een Duits astroloog, schrijver en kunstschilder.

## Loopbaan
Als astroloog pleitte Ring voor een herziening van de astrologie, de Revidierte Astrologie. Ring wilde de astrologie ontdoen van fatalistische voorspellingen.
Hij was van mening dat er grenzen (Aussagegrenze) waren aan wat de astrologie aan informatie kan bieden. Ring heeft veel geschreven, de kern van zijn opvattingen is te vinden in  de vierdelige Astrologische Menschenkunde. 

In Nederland werd Ring vooral bekend door vertalingen van Willem Venerius.